# Virginia Square
Virginia Square és un barri d'Arlington, a l'estat de Virgínia, als Estats Units. Se centra a l'estació de Virginia Square, a l'Orange Line (línia taronja) del Metro de Washington, entre Clarendon i Ballston. El barri es compon de gratacels d'apartaments, apartaments i cases unifamiliars des dels anys 1940.
El barri de Virginia Square és on es localitza el campus d'Arlington de la Universitat George Mason i també s'hi localitzen oficines de l'Agència d'Investigacions de Projectes Avançats de Defensa. El nom de Virginia Square prové de l'antic centre comercial Virginia Square Shopping Centre. Restaurants locals incloen Mario's Pizza des de 1957 is El Pollo Rico des de 1988.